# 戴维·阿雷利亚诺纪念碑球场
戴维·阿雷利亚诺纪念碑球场（西班牙語：Estadio Monumental David Arellano，简称纪念碑球场）是一座位于智利圣地亚哥馬庫爾的足球体育场。球场为科洛科洛竞技俱乐部的主场，现观众容量为47,347人。